# 鹿児島県道28号岩本開聞線
鹿児島県道28号岩本開聞線（かごしまけんどう28ごう いわもとかいもんせん）は、鹿児島県指宿市を通る県道（主要地方道）である。

## 概要
指宿市岩本から指宿市開聞十町に至る。
沿道にある池田湖や枚聞神社、唐船峡などの観光地があり、季節によっては満開の菜の花を見ることができる。

### 路線データ
- 起点：鹿児島県指宿市岩本（指宿岩本交差点、国道226号交点）
- 終点：鹿児島県指宿市開聞十町（指宿市開聞十町交差点、国道226号交点、鹿児島県道243号長崎鼻公園開聞線終点）
- 陸上距離：13.809 km[1]

## 歴史
- 1993年（平成5年）5月11日 - 建設省から、県道岩本開聞線が岩本開聞線として主要地方道に指定される[2]。
- 2024年（令和6年）6月22日 - 梅雨前線による集中豪雨。指宿市池田地内から幸屋地内の区間で通行止[3]。

## 路線状況

### 重複区間
- 鹿児島県道236号頴娃宮ケ浜線（指宿市新西方 - 指宿市池田）

## 地理

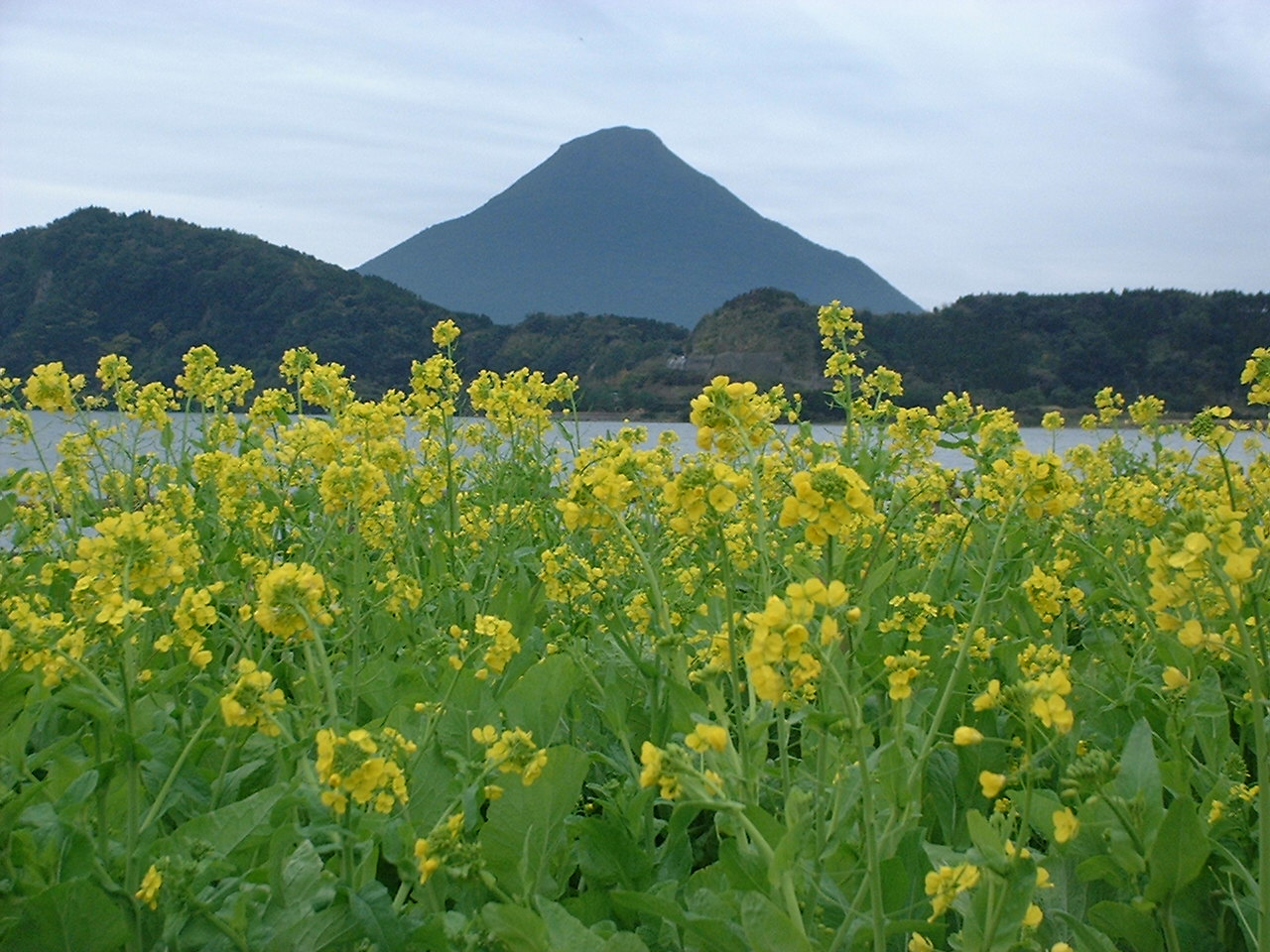
1月頃、沿道から見た菜の花と池田湖と開聞岳

### 通過する自治体
- 指宿市

### 交差する道路
| 交差する道路                              | 交差する場所 | 交差する場所                |
| ----------------------------------------- | ------------ | --------------------------- |
| 国道226号                                 | 岩本         | 指宿岩本交差点 / 起点       |
| 鹿児島県道236号頴娃宮ケ浜線 重複区間起点  | 新西方       |                             |
| 鹿児島県道17号指宿鹿児島インター線        | 池田         |                             |
| 鹿児島県道236号頴娃宮ケ浜線 重複区間終点  | 池田         |                             |
| 鹿児島県道247号東方池田線                 | 池田         |                             |
| 鹿児島県道241号大山開聞線                 | 開聞十町     | 牧間神社前交差点            |
| 国道226号 鹿児島県道243号長崎鼻公園開聞線 | 開聞十町     | 指宿市開聞十町交差点 / 終点 |

### 交差する鉄道
- 指宿枕崎線

### 沿線
- JR九州指宿枕崎線 薩摩今和泉駅（起点付近）
- 指宿市立西指宿中学校
- 指宿市立池田小学校